# Langmaul-Pinzettfisch
Der Langmaul-Pinzettfisch oder Röhrenmaul-Pinzettfisch (Forcipiger longirostris) unterscheidet sich durch die längere Schnauze, das kleinere Maul und die dunklen Schuppen auf der Kehle von seinem sonst zum Verwechseln ähnlichen Verwandten, dem Gelben Maskenpinzettfisch (Forcipiger flavissimus). Außerdem hat er nur 10 bis 11 Rückenflossenstacheln, F. flavissimus hat 12 Stacheln.
Der Langmaul-Pinzettfisch erreicht eine Länge von bis zu 22 cm. Er ist eine territoriale Fischart und lebt einzeln oder paarweise im tropischen Indopazifik von den Seychellen bis nach Tahiti und Pitcairn. Er besiedelt Außenriffe, wo er mit seinem stark verlängerten Maul nach kleinen Krebsen und anderen Wirbellosen sucht. Am Ende des Rumpfes hat der Langmaul-Pinzettfisch einen schwarzen Augenfleck, der dazu dient, potenzielle Angreifer vom eigentlichen Kopf des Fisches abzulenken.  
Der Langmaul-Pinzettfisch ist wegen seiner Empfindlichkeit für die Haltung im Meerwasseraquarium nicht geeignet.